# Пертурбація

Збурення Сонцем орбіти Місяця в двох точках. Сині стрілки показують вектор гравітаційного впливу на систему Земля — Місяць, що не впливає на їх положення відносно один одного. Сірі стрілки — вектор гравітаційного впливу Сонця на Місяць. Віднімання векторів дає вектор пертурбаційний впливу на Місяць відносно Землі (червоні стрілки). Різне спрямування і величина векторів вказує на постійну зміну форми орбіти Місяця

Пертурбація (збурення орбіти) — відхилення небесного тіла від кеплерівської орбіти під впливом інших сил, крім гравітаційного тяжіння центру мас системи, таких як інші небесні тіла або опір середовища.
Вивчення пертурбацій почалося в давнину, разом з першими спробами розрахунку рухів небесних тіл, але до XVII століття їх природа залишалася загадкою. Ісаак Ньютон спробував застосувати розроблені ним закони руху й гравітації для аналізу збурення орбіт, але зіткнувся зі значними труднощами в обчисленнях. У 1684 році він писав: «Відхилення Сонця від центру гравітації не дозволяє центробіжній силі завжди бути спрямованою у нерухомий центр, через що планети рухаються не чітко по еліпсу і роблять повні оберти не за однаковою орбітою. Щоразу, коли подібно Місяцю, планета починає новий виток, на її орбіту впливають спільні рухи всіх інших планет, не кажучи вже про їх взаємний вплив один на одного. Точно розрахувати орбіту планети з урахуванням всіх цих впливів, як мені здається, не під силу людському розуму». Проблема залишалася в центрі уваги багатьох математиків XVII—XVIII століть, внаслідок гострої потреби в точних таблицях положень Місяця і планет для морської навігації.
Траєкторія руху тіла в одному гравітаційному полі називається незбуреною кеплеровою орбітою і являє собою конічний перетин, який можна легко описати геометричними методами (задача двох тіл). Додавання в систему ще одного тіла призводить до значно складнішої задачі трьох тіл. У реальності ж на рух тіла завжди впливає багато інших тіл, і проблема опису їх траєкторій називається гравітаційною задачею N тіл. Для задач двох і трьох тіл існують аналітичні розв'язки (математичні вирази, що дозволяють обчислити положення точки в будь-який інший час у майбутньому), але для задачі N тіл загального розв'язку не знайдено досі, крім декількох особливих випадків. Навіть задача двох тіл стає нерозв'язною, якщо одне з них неправильної форми.
Причини збурень:
- гравітаційний вплив інших небесних тіл (крім центрального тіла).
  - Найбільші збурення у тіл, що обертаються навколоземними орбітами, викликає Сонце.
  - Найбільший вплив на тіла, що обертаються навколо Сонця, спричиняє Юпітер та інші великі планети сонячної системи. Наприклад, спостереження за збуреннями у русі Урана дозволили вченим визначити розташування наступної планети — Нептуна
- негравітаційні сили опору середовища. Спричиняють помітний вплив на комети та навколоземні супутники на низьких орбітах
- електромагнітні сили (наприклад, ефект Ярковського)
- ефекти спеціальної та загальної теорії відносності. Найвідомішим таким збуренням є обертання перигелію Меркурія.